# Шегельман, Семён Рувимович
Семён (Симон) Рувимович Шегельман (латыш. Semjons Šegelmans; 14 июня 1933, Бобруйск - апрель 2025, Торонто) — латвийский и советский художник-живописец и график. С 1975 года в эмиграции.

## Биография
Родился в белорусском Бобруйске, однако вскоре после начала Великой Отечественной войны вместе с матерью был эвакуирован на Урал (отец был убит на фронте в первые дни войны). После окончания войны Шегельманы перебрались к родственникам в Ригу. В 1952—1958 годах учился в местной Академии художеств по классу графики (был принят, не имея среднего художественного образования), которую окончил с отличием. Кроме того, был учеником своего товарища по академии Иосифа Эльгурта, при этом, по словам художника Артура Никитина, он и Шегельман тогда ощущали себя «молодыми бунтарями», считая старшего на десяток лет Эльгурта «советским реалистом».
В 1959 году стал членом Союза художников СССР. В последующем десятилетии признавался одним из самых интересных молодых латвийских художников-графиков. Отличался постоянными экспериментами в области формы, в частности, одним из первых в СССР начал создавать работы с использованием сериграфии (особой техники получения оттиска), занимался изготовлением линотипий (гравюр на линолеуме) и эстампов, представляющих собой оттиски с линотипии (уникальных вследствие недолговечности линолиумной матрицы). При этом стиль произведений Шегельмана далёк от господствовавшего в то время соцреализма:
Работы Шегельмана, особенно рижского периода, полны романтики и удивительной энергии, которая при созерцании передаётся зрителю. Странные деформированные креатуры его офортов и холстов, все эти колченогие кентавры или люди c семи- и десятипалыми руками, идущие по канату, прыгающие с крыш, держащие в руках свечи, несущиеся куда-то в стихии эксодуса, висящие на деревьях белорусских местечек или просто сидящие за столом, — весь этот театр и космос Шегельмана не оставлял зрителя равнодушным.
Помимо графики занимался живописью (часто выражая в живописных полотнах темы своих графических работ), оформлением интерьеров в Риге и других городах страны, книжной иллюстрацией, работал на художественно-производственном комбинате «Максла». В 1960 году совместно с группой скульпторов и архитекторов (Х. Фишер, О. Скарайнис, Г. Минц и А. Паперно) был удостоен второй премии за проект мемориального комплекса памяти жертв фашизма на месте Саласпилсского концлагеря (примерно в это же время создал серию литографий «Памяти жертв Саласпилса»).
Постепенно стал известной фигурой в латвийской художественной среде, одни из лидеров местных авангардистов, а его дом — центром культурной жизни Риги. Однако с началом кампании против формализма и абстракционизма в СССР отношение «чиновников от искусства» к творчеству Шегельмана начало ухудшаться: по мнению публициста Б. Э. Альтшулера, художник был объявлен «главным формалистом Латвии». В частности, в журнале «Коммунист Советской Латвии» — официальном органе ЦК КП Латвии — отмечалось, что в работах Шегельмана заметен «апофеоз красивости технических приемов вместе с субъективно-суженным толкованием действительности».
В 1975 году персональная выставка Шегельмана в Доме художника была закрыта досрочно (и фактически разгромлена) после записи в гостевой книге о чрезмерной мрачности работы «Памяти матери». Вскоре после этого художник эмигрировал в Рим. В эмиграции прекратил заниматься графикой, сосредоточившись на живописи, при этом полотна Шегельмана стали значительно менее мрачными. Б. Э. Альтшулер объясняет это изменение стиля воздействием итальянской природы и культуры: «В его творчество вошло солнце Италии, люминесцентные яркие краски меццоджорно, новый оптимизм и раскованность, прелесть декадентства и шика Запада. Италия исцелила Шегельмана от латвийских депрессий и трагических воспоминаний».
С 1976 года живёт в Канаде, часто бывает в Европе, в том числе с выставками своих работ, после 1990 года приезжает и в Латвию.

## Персональные выставки
- Рига — 1975 (выставка закрыта), 1995
- Юрмала — 1990
- Триест — 1976
- Рим — 1976, 1993
- Сорренто — 1994
- Виннипег — 1976, 1979
- Монреаль — 1976, 1981-82, 1982
- Оттава — 1986
- Торонто — 1990
- Нью-Йорк — 1979
- Лос-Анджелес — 1990
- Лондон 1993
- Фолкстон — 1993
- Берлин — 1998